# Kölner Schule (Soziologie)
Als Kölner Schule wird eine Theorieströmung in der Soziologie bezeichnet, die auf den deutschen Soziologen René König (1906–1992) zurückgeht. Neben der Frankfurter Schule und der Leipziger Schule zählt sie zu den drei wichtigsten Theorieschulen der westdeutschen Nachkriegssoziologie. Besondere Bekanntheit erlangte sie auf dem Gebiet der empirischen Sozialforschung. Aus ihr ging außerdem die Kölner Zeitschrift für Soziologie und Sozialpsychologie hervor, die heute als wichtigste Fachzeitschrift der Soziologie im deutschen Sprachraum gilt.

## Die Formierung der Kölner Schule

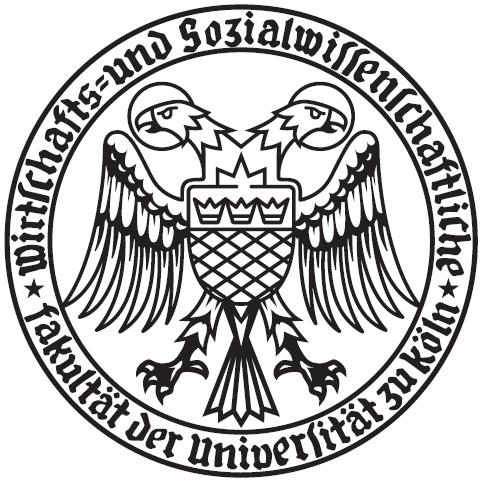
Siegel der Wirtschafts- und Sozialwissenschaftlichen Fakultät der Universität zu Köln

### Geschichte und Entstehung
Die Geschichte der Soziologie in Köln begann mit dem Kölner Forschungsinstitut für Sozialwissenschaften. Hier wurden die Grundsteine für die Entstehung einer Kölner Schule gelegt.
Das Kölner Forschungsinstitut für Sozialwissenschaften (heute: Institut für Soziologie und Sozialpsychologie (ISS)) wurde 1918 gegründet und war somit das erste Forschungsinstitut in Deutschland, das sich nur den Sozialwissenschaften widmete. Die erste zentrale Figur der Kölner Soziologie war Leopold von Wiese. Er leitete zusammen mit Max Scheler von Beginn an die soziologische Abteilung des Instituts, hatte allerdings gleichzeitig seit 1914 eine Professur an der Handels-Hochschule in Köln inne und wurde 1919 zum ordentlichen Professor für Wirtschaftliche Staatswissenschaften und für Soziologie an die wiedergegründete Universität zu Köln berufen. Auch bei dieser Professur handelte es sich um die erste ihrer Art in Deutschland.
Das primäre Ziel der Arbeit von Wieses war „die Schaffung einer klar umrissenen Einzelwissenschaft und des entsprechenden Lehrfaches der Soziologie.“ Diesem Ziel ging er nach, indem er reine Grundlagenforschung betrieb. Das Resultat seiner Arbeit findet sich in seiner Beziehungs- und Gebildelehre, die eine kategorienreiche Systematik für soziale Prozesse und soziale Gebilde darstellt und die letztendlich eine Tafel der menschlichen Beziehungen zum Ergebnis hat, die auf Vollständigkeit abzielt. Die Rezeption dieser Typologisierung hinsichtlich ihrer Bedeutung für die Soziologie erfolgte sehr unterschiedlich; seit der Zeit des Nationalsozialismus spielte die Theorie jedoch keine erhebliche Rolle mehr für die Soziologie. Dahingegen sind die Begründung der Kölner Vierteljahreshefte für Soziologie im Jahr 1921 (heute: Kölner Zeitschrift für Soziologie und Sozialpsychologie) sowie die Präsidentschaft der Deutschen Gesellschaft für Soziologie ab 1946, deren Schriftführer er bereits ab 1919 war, umso bedeutender für die heutige Soziologie.
Obwohl von Wiese in vielen Aspekten eine Vorreiterrolle in der deutschen Soziologie einnahm, spricht man heute nicht von einer Schulenbildung durch von Wiese. Weder von Wieses Soziologie noch seine Schüler erfahren in der aktuellen Soziologie eine besondere Prominenz oder Relevanz. Dass man von einer Kölner Schule spricht, begründete sich erst in der Person René Königs, der im Jahr 1949 von Wieses Lehrstuhlnachfolger wurde.
Die 1950er Jahre galten als Zeit der Neubegründung der Soziologie nach dem Zweiten Weltkrieg. Es entstanden Hauptfachstudiengänge und Forschungseinrichtungen, die sich ausschließlich der Soziologie widmeten. Zur Etablierung der Soziologie als eigenständige Einzelwissenschaft trug René König entscheidend bei, indem er eine Soziologie konzeptualisierte, die von vielen anderen Disziplinen, Denksystemen und Doktrinen sorgsam getrennt und dadurch „nichts als Soziologie ist“. Die außerordentliche theoretische wie methodische Fundierung sowie die internationale Ausrichtung seiner Soziologie stach in der Nachkriegsgeneration hervor. Dabei sind es besonders die empirischen Methoden der Sozialforschung, mit denen die Kölner Schule zu dieser Zeit, wie auch heute noch, assoziiert wird.
In den 1960ern war das öffentliche Interesse hauptsächlich auf die Frankfurter Schule und den berühmten Positivismusstreit gerichtet, während sich die empirischen Methoden im Hintergrund weiterentwickelten. Erst in den 1970er Jahren fiel das Augenmerk wieder auf die neuen Forschungsmethoden, auch dank fortschreitender Computertechnologie, die mitunter weiterhin aus Köln hervorgingen, z. B. in Form des erstmals 1962 von René König herausgegebenen Handbuchs der empirischen Sozialforschung, das in den Folgejahren erweitert und mehrmals neu aufgelegt wurde.

### Lehre
Hervorstechend an der Lehre René Königs und seiner Kölner Schule war die fachliche Breite und die Vielzahl der aufgegriffenen Themen in einer sich neu konstituierenden Soziologie der Nachkriegszeit. Verbunden werden kann René Königs Soziologie inhaltlich insbesondere mit der französischen Theorie und der Traditionslinie der Durkheim-Schule, amerikanischen Einflüssen aus der Chicagoer Schule sowie diversen Anknüpfpunkten der deutschen Soziologie der 1920er und Anfang der 1930er Jahre. Sein Schaffen war außerdem von der strukturfunktionalistischen Ethnologie in Anschluss an Richard Thurnwald begleitet, der zu den Lehrern Königs in Berlin zählte. Methodologisch stand König wie kein anderer Nachkriegssoziologe für die empirische Sozialforschung und dabei im Speziellen für quantitative Methoden.
Stephan Moebius sieht den zentralen Punkt in Königs Lehre in der Kerntriade Person – Gesellschaft – Kultur, also in seiner (mitunter auch vergleichenden) Kultursoziologie. Diese war stark geprägt von den Einflüssen der französischen Theorie und den Kulturbegriffen Durkheims. Zentral für sein Verständnis von Kultursoziologie war das sogenannte cultural lag. Für König bestand die Aufgabe des Soziologen darin, ein cultural lag zu erkennen und ihm weiterhin entgegenzuwirken, indem kulturelle Orientierungen, Denk- und Wahrnehmungsschemata den entsprechenden technologischen Prozessen angepasst werden. Damit gehörte er zu den Soziologen, die die Aufgabe der Soziologie weniger in bloßer Diagnose und Kulturkritik sehen, als vielmehr in der aktiven Verbesserung der Lebenswelt der Individuen. Auch „die Entstehung eines gesamtgesellschaftlichen Selbstbewußtseins“ sah König „mehr und mehr von der sozialwissenschaftlichen Forschung abhängig.“
Prägend war die Durkheim-Schule für die Kölner Schule auch in vielen weiteren Aspekten. So sah König die Soziologie in den 1970er Jahren weniger als Wissenschaft in der Krise denn als Krisenwissenschaft und sprach sogar von der Soziologie als Königsdisziplin in Krisenzeiten. Das zeigt sich auch in der Konzeption seiner Soziologie als kritische Soziologie, die verantwortlich für Kritik, Opposition und Reform gemacht wird – allerdings immer auf Basis rationaler Erkenntnisse, wie es auch für Durkheim selbstverständlich war. In seiner Autobiografie schreibt König: So „repräsentiert heute der Soziologe jenen Stachel, von dem Sokrates sprach, und der nicht nur das Denken antreibt, sondern es zugleich auf den Weg der Wahrheit bringt.“ Außerdem musste eine gute Soziologie für König den Regeln der soziologischen Methode folgen. Theorie, Methode und Praxis bilden eine untrennbare Einheit und müssen immer als ein Ganzes verstanden und betrachtet werden.
Trotz ihrer inhaltlichen Relevanz wurde die Kölner Schule seither oft fast ausschließlich mit ihrer Methodologie in Verbindung gebracht. König förderte stark die empirischen und insbesondere quantitativen Methoden in der Soziologie. Sein Interesse an der empirischen Sozialforschung war bereits früh durch den Sociologus geweckt geworden, einer Zeitschrift, die zu dieser Zeit von Richard Thurnwald, einem seiner Lehrer in Berlin, herausgegeben wurde. Sein Verständnis von empirischer Sozialforschung gründete sich dadurch hauptsächlich auf Einflüsse der Chicagoer Schule der 1920er und 1930er Jahre. Die empirischen Methoden hielt er im Kontext der Nachkriegszeit für eine wichtige Maßnahme zur reeducation der Deutschen, da die bisher in den Sozialwissenschaften hauptsächlich betriebene Hermeneutik versagt zu haben schien. Da er selbst jedoch kein allzu großer Kenner der besagten Methoden war, brachte er diese Überzeugung vor allem dadurch zum Ausdruck, dass er Schüler wie Scheuch und Rüschemeyer, die auf Empirie setzten, besonders förderte. Er selbst hingegen nutzte eher Methoden wie Feldstudien, die er aus der Ethnologie kannte, und nicht quantitative Methoden.

### Schüler
Spätestens ab den 1970er Jahren wurde das soziologische Feld weniger von den „Schuloberhäuptern“ selbst als von deren Schülern gestaltet. Da die Soziologie zu diesem Zeitpunkt bereits als Disziplin institutionalisiert war, vollzog sich eine gewisse „Wendung zur Sache hin“. Die Differenzen zwischen den Schulen verloren insgesamt an Bedeutung, da auch die Schulen selbst sich pluralisierten und ausdifferenzierten. Es herrschte weitestgehende Übereinstimmung bei dem Verständnis der Soziologie als „empirisch orientierte Disziplin“.
Namentlich zu den Schülern der Kölner Schule können gezählt werden: Erwin K. Scheuch, Peter Heintz, Peter Atteslander, Dietrich Rueschemeyer, Fritz Sack, Hansjürgen Daheim, Hans-Joachim Hoffmann-Nowotny, Wolfgang Sodeur, Rolf Ziegler, Karl-Dieter Opp, Hans Joachim Hummell, Rainer M. Lepsius, Hans Peter Thurn, Dieter Fröhlich, Heine von Alemann, Gerhard Kunz, Heinz Sahner, Günther Lüschen, Michael Klein, Günter Albrecht, Klaus Allerbeck, Kurt Hammerich.
Alphons Silbermann war zwar kein König-Schüler, sondern dessen Freund und Kollege, dadurch war er der Kölner Schule institutionell und persönlich eng verbunden.

### Kölner Zeitschrift für Soziologie und Sozialpsychologie
Die Kölner Zeitschrift für Soziologie und Sozialpsychologie (KZfSS) wurde 1921 von Leopold von Wiese in Köln unter dem Namen der Kölner Vierteljahreshefte für Sozialwissenschaften bzw. Kölner Vierteljahreshefte für Soziologie (ab 1923) gegründet. Nach dem Zweiten Weltkrieg rief von Wiese sie 1948 wieder ins Leben und verlieh ihr den Namen Kölner Zeitschrift für Soziologie. Ihren heutigen Namen verdankt sie René König, der die Herausgeberschaft 1955 von von Wiese übernahm. Dabei ist die Erweiterung des Titels um die Sozialpsychologie weniger als Mitaufnahme einer neuen Disziplin in das Programm der Zeitschrift zu verstehen denn als die Grundlegung der Soziologie im Allgemeinen, die gleich im Titel eine besondere Würdigung erhalten soll. König veränderte jedoch nicht nur den Namen der Zeitschrift, er führte zusätzlich die Sonderhefte sowie die Schwerpunkthefte ein, die eine ganze Reihe von Speziellen Soziologien begründeten.
Die KZfSS war für René Königs Wirken von besonderer Bedeutung. Er sah sie als „Mittel zur soliden Begründung der Soziologie“ und verstand sie auf diese Weise als Sprachrohr zur Konsolidierung und Professionalisierung der Soziologie als Disziplin. Um diesem Anspruch gerecht zu werden, sollte die unter ihm herausgegebene Zeitschrift frei von Schul-Tendenzen sein und möglichst alle relevanten Strömungen der bundesdeutschen Soziologie abbilden. Außerdem war er bedacht darauf, auch junge, noch unbekannte Soziologen zu Wort kommen zu lassen sowie wichtige ausländische Soziologien miteinzubeziehen. Auch der Anteil an empirischen Arbeiten stieg unter Königs Herausgeberschaft um ein Dreifaches an.
Heute zählt die Kölner Zeitschrift für Soziologie und Sozialpsychologie nach Umfang und Verbreitung als wichtigste Fachzeitschrift der Soziologie im deutschen Sprachraum und hat einen Impact Factor von 0.476.

## Abgrenzung
Die westdeutsche Soziologie der Nachkriegszeit wird häufig in drei Schulen eingeteilt. Neben der Kölner Schule, die mit René König verbunden ist, werden die Frankfurter Schule mit Theodor W. Adorno und die Leipziger Schule mit Helmut Schelsky zu den drei Strömungen gezählt.
In dieser Konzeption der Dreiteilung der Soziologie stehen sich die Kölner und die Frankfurter Schule als einerseits „empirische Funktionswissenschaft“ und andererseits „sozialphilosophische Deutungswissenschaft“ unmittelbar gegenüber. Schelsky steht zwischen diesen Positionen und wird deshalb von Dahrendorf auch als „paradigm-bridger“ betitelt. Indem er sich jedoch mit beiden Positionen befasst und versucht zwischen diesen zu vermitteln, begründet er letztlich seine ganz eigene Soziologie, die er als „transzendentale Soziologie“ bezeichnet.
Die drei Schulen existierten nicht ohne gegenseitige Kenntnisnahme. So gibt es für die gesamte Wirkdauer der drei Oberhäupter kontinuierliche Briefwechsel zwischen König und Adorno sowie zwischen König und Schelsky. Zu größeren inhaltlichen Auseinandersetzungen kam es dennoch kaum.
Heinz Sahner grenzt die drei Schulen anhand folgender Stichworte voneinander ab:
| Kölner Schule | Frankfurter Schule | Leipziger Schule |
| --- | --- | --- |
| Strukturfunktionalismus, Neopositivismus, erklären, kollektivistisch, partialistisch, deduktiv, physikalische Entitäten, konzeptuell, propositional, empirisch, technologisch | Marxismus / historischer Materialismus, Kritische Theorie, Psychoanalyse, kollektivistisch, ganzheitlich, materialistisch, Abstraktion, konzeptuell, reflexiv, dialektisch, Einheit von Theorie und Praxis | phänomenologisch, erklären, kollektivistisch, ganzheitlich, induktiv, physikalische Entitäten, empirisch, technologisch |

Die Betrachtung und Typologisierung der deutschen Nachkriegssoziologie ist allerdings auch anders denkbar. Während es sich bei der Frankfurter Schule um einen etablierten Begriff handelt, ist weniger klar, inwiefern eine Schulenbildung um Helmut Schelsky stattfand. Karl-Siegbert Rehberg zum Beispiel nennt die Leipziger einen wissenschaftlichen „Kreis“ im Sinne Georg Simmels und lehnt den Schulenbegriff als Beschreibung klar ab. Helmut Schelsky bezeichnet er dennoch als einen der „einflußreichsten westdeutschen Soziologen überhaupt“.

## Problematisierung
René König und sein direktes Umfeld nutzten den Schulenbegriff selbst nicht. Sein Schüler Peter Atteslander lehnt den Begriff sogar ab und schreibt über René König: „Seine Art war Schulung des Geistes, nicht Schaffen von Schule als Institution.“ Ob die Intention der Schulenbildung ein Kriterium zur Typologisierung von Theorieschulen darstellt, ist von der jeweiligen Schulendefinition abhängig. Der Soziologiehistoriker Jerzy Szacki schreibt: „[…] in der Tat kann man jede Gruppe von Soziologen mit ähnlichem Zugang zu irgendeinem Gegenstand als Schule bezeichnen.“ Und weiterhin: „In vielen Fällen würden sich diese Wissenschaftler selbst anders einordnen oder sich weigern, überhaupt mit irgendeiner Schule in Verbindung gebracht zu werden. Das bedeutet freilich nicht, daß der Typus falsch konstruiert wurde.“ Der Schulenbegriff wird von ihm durch die Nützlichkeit einer retroperspektivischen Einordnung legitimiert.
In Anschluss an Szacki konkretisiert Lothar Peter und versteht „als Schule die institutionelle Formierung einer soziologisch sowohl zeitlich als auch räumlich einflussreichen theoretischen und/oder empirischen Konzeption sowie die damit einhergehende formelle oder informelle Einbindung von soziologischen Akteuren in einen institutionalisierten Zusammenhang von Forschung, Lehre, Publikation und öffentlicher Präsenz.“ Wichtig sei allerdings auch, dass „die Tätigkeit dieser Einzelpersönlichkeiten [Schuloberhäupter] dazu führt, dass sich weitere Akteure mit ihnen identifizieren und in einen nicht vorübergehenden Interaktionszusammenhang treten.“
Dass überhaupt von einer Kölner Schule gesprochen werden kann, ist also nicht unstrittig. Dennoch wird diese Einordnung in der gängigen Literatur häufig getroffen, so zum Beispiel von Günther Lüschen, Heinz Sahner und Stephan Moebius. Außerdem existiert seit Oktober 2016 ein Forschungsprojekt zur Geschichte der Soziologie an der Universität zu Köln, welches die Rechtfertigung einer Kölner Schule untersuchen soll. Für die Einordnung als Schule spricht, dass die Kölner Schule mit René König ein Schuloberhaupt mit besonderer charismatischer Ausstrahlung besitzt. Außerdem gibt es eine ganze Reihe von Schülern, die sich auf Königs Lehre beziehen und selbst eine gewisse Reputation in der Soziologie genießen. Insofern kann die Kölner Schule den Kriterien für eine Typologisierung als Schule, sowohl im weiteren Sinne nach Szacki als auch im engeren Sinne nach Peter, standhalten.
Welches das entscheidende Paradigma oder die besondere Lehre der Kölner ist, kann diskutiert werden. Letztlich prägen sie das soziologische Feld der Nachkriegszeit mit den Methoden der empirischen Sozialforschung und dem Anspruch damit eine „angewandte Aufklärung“ zu betreiben. Allerdings kann nach Möbius auch die inhaltliche Ausdifferenzierung der Soziologie als paradigmatisch für die Kölner Schule aufgefasst werden. Mit der Kölner Zeitschrift für Soziologie und Sozialpsychologie, dem Fischer Lexikon Soziologie und dem Handbuch der empirischen Sozialforschung trugen die Kölner jedoch nicht nur zur Ausdifferenzierung und damit Etablierung einer ganzen Reihe Spezieller Soziologien bei, sondern können auch auf entscheidende Weise für eine Professionalisierung, Entprovinzialisierung und Konsolidierung der Soziologie als Disziplin verantwortlich gemacht werden.